# Зубастый терпуг
Зубастый терпуг, или змеезуб, или зубатый терпуг (лат. Ophiodon elongatus) — вид морских лучепёрых рыб монотипического рода Ophiodon, самый крупный представитель семейства терпуговых (Hexagrammidae). Достигает длины более 1,5 м. Эндемик северо-восточной части Тихого океана. Ценная промысловая рыба, объект спортивной рыбалки.

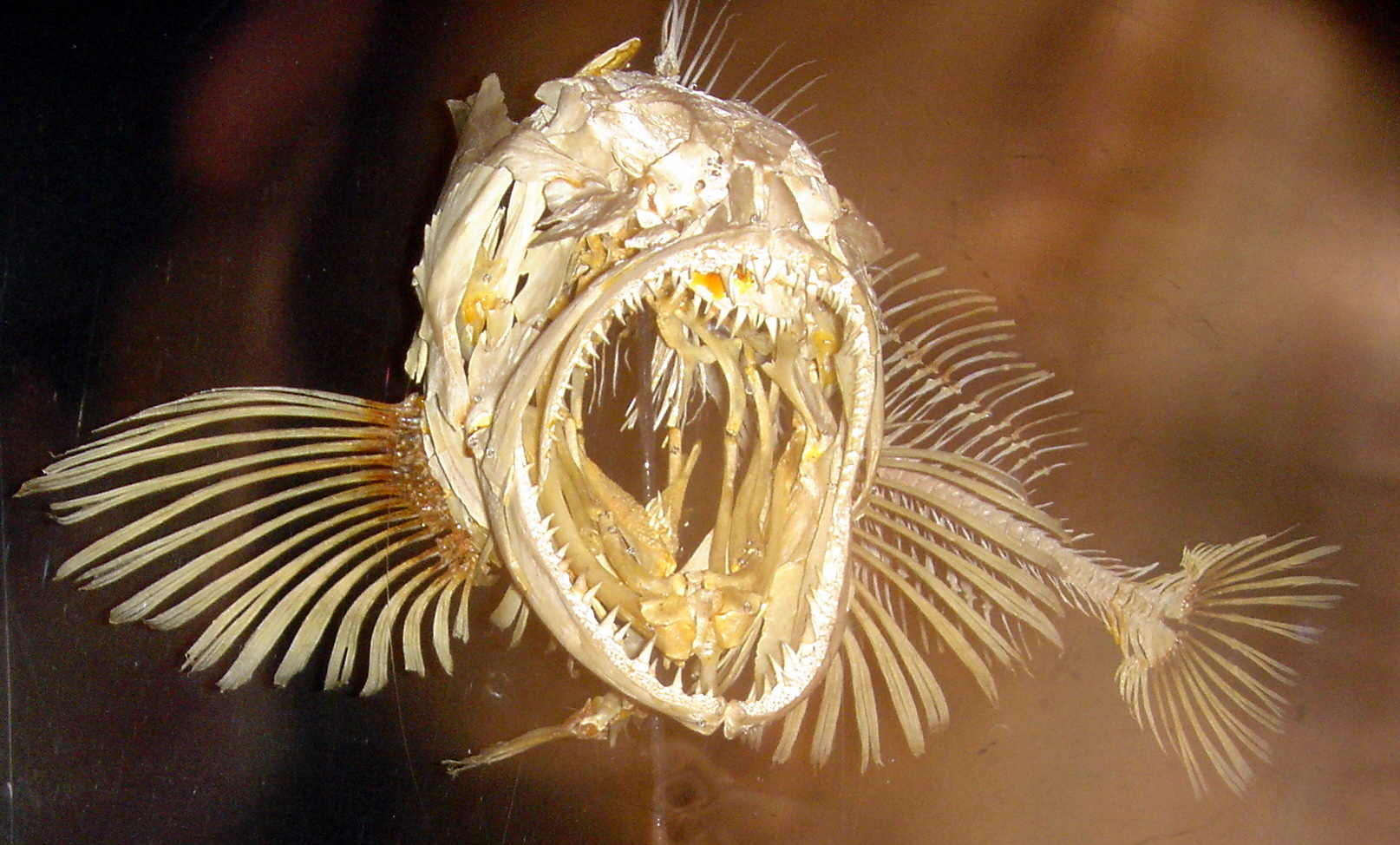
Скелет зубастого терпуга в Monterey Bay Aquarium

## Описание
Максимальная длина тела 152 см, максимальный вес 59,1 кг.
Сужающееся к хвосту длинное тело покрыто циклоидной чешуёй. Большая голова не покрыта чешуёй. Над глазами располагаются толстые мочки. Большой рот с  крупными зубами, которые чередуются с мелкими острыми зубами. Один спинной плавник  разделён глубокой вырезкой на две части: в колючей части 24—28 лучей, а во второй, мягкой части 20—24 лучей. В анальном плавнике 3 колючих и 21—24 мягких лучей. Хвостовой плавник усечённый или с небольшой выемкой. Боковая линия одна. Плавательный пузырь отсутствует.
Окраска тела может существенно варьировать в зависимости от фона грунта, встречаются светло- и тёмноокрашенные особи. Окраска может быть светло-серой,тёмно-серой, коричневой или зеленоватой с многочисленными пятнами и точками тёмного или медного цвета, разбросанными по бокам тела и голове, брюхо более светлое без пятен.

## Распространение и местообитания
Распространён в северо-восточной части Тихого океана от залива Аляска до Нижней Калифорнии. Максимальная численность отмечается в прибрежных водах Британской Колумбии.
Донная рыба, обитающая в прибрежных водах на глубине от 3-х до 400 м, преимущественно над скалистыми грунтами на глубине 10—100 м. Ведёт оседлый одиночный образ жизни, наблюдаются лишь сезонные нерестовые миграции.

## Размножение
Самцы впервые созревают в возрасте 2 года при длине тела 45 см а самки — в возрасте 3—5 лет при длине тела 61—75 см. Начинают перемещаться к местам нереста в октябре, причём самцы мигрируют раньше самок и начинают защищать выбранные нерестовые участки.
Нерест происходит с декабря по март с максимумом в конце января—начале февраля. Нерестилища расположены в мелководных районах с сильными течениями на скалистых грунтах. Икра, вместе с вязким желатиноподобным субстратом, откладывается самкой в несколько слоёв в расщелины, самец оплодотворяет каждый слой. Икринки диаметром 3—3,5 мм прикреплены друг к другу, а общая масса икринок прикрепляется к грунту. Плодовитость варьирует от 60 до 500 тысяч икринок в зависимости от размера самок. В кладке диаметром до 75 см может быть от 3-х до 65 л икры массой до 7 кг.
Сразу после вымётывания икры самка покидает место кладки, а самец остаётся охранять кладку на 6—9 недель вплоть до вылупления личинок. В этот период самец очень агрессивен и отгоняет всех хищников, пытающихся съесть икру. Если по каким-либо причинам кладка не охраняется самцом, то вся икра поедается хищниками, в основном Hexagrammos decagrammus и Embiotoca lateralis.

## Рост и продолжительность жизни
Личинки вылупляются в начале марта—середине апреля, длина их тела 6—10 мм. Ведут пелагический образ жизни, совершают суточные вертикальные миграции, опускаясь в ночные часы из поверхностных в более глубокие слои воды. В середине мая мальки переходят к придонному образу жизни и держатся в зарослях зостеры. В возрасте 2-х лет достигают длины 45 см и переходят к одиночному образу жизни на рифах и скальных грунтах.
В первые два года жизни скорость роста не различается у особей разного пола, затем самки растут быстрее самцов. Резкое замедление скорости роста наблюдается у самцов в возрасте 8 лет, а у самок в возрасте 12—14 лет. Поэтому максимальные размеры самцов не превышают 90 см, а у самок достигают 150 см. Самцы живут до 14 лет, а максимальная продолжительность жизни самок составляет 25 лет.

## Питание
Личинки и мелкая молодь питаются зоопланктоном, в состав рациона входят копеподы, амфиподы, эуфаузиды, личинки крабов и сельди. Годовалая молодь переходит на питание молодью сельди (Clupea pallasii). Неполовозрелые особи потребляют различные виды мелких рыб и беспозвоночных. Взрослые особи являются облигатными хищниками, основу рациона составляют рыбы, а также крабы, кальмары и осьминоги.

## Хозяйственное значение
Ценная промысловая рыба, по качеству мяса не уступающая лососям и палтусу. Ловят донными тралами и ярусами. Промысел ведётся круглый год, хотя существуют ограничения в нерестовый период. Максимальный вылов отмечен в 1991 году — более 9 тыс. т. В 2000-е годы уловы варьировали от 2-х до 3-х тыс. т. Ловят преимущественно США и Канада. Объект спортивной рыбалки.
У молодых рыб мясо с зеленоватым оттенком, который пропадает при кулинарной обработке; у взрослых особей мясо белое. В печени содержится много витаминов A и D, а в мясе — много инсулина.

## Галерея

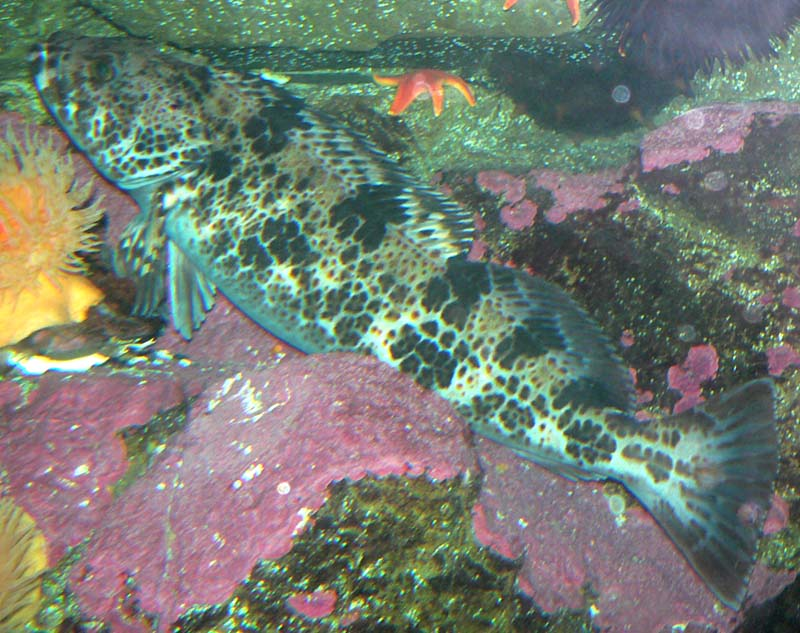
Светлоокрашенная особь
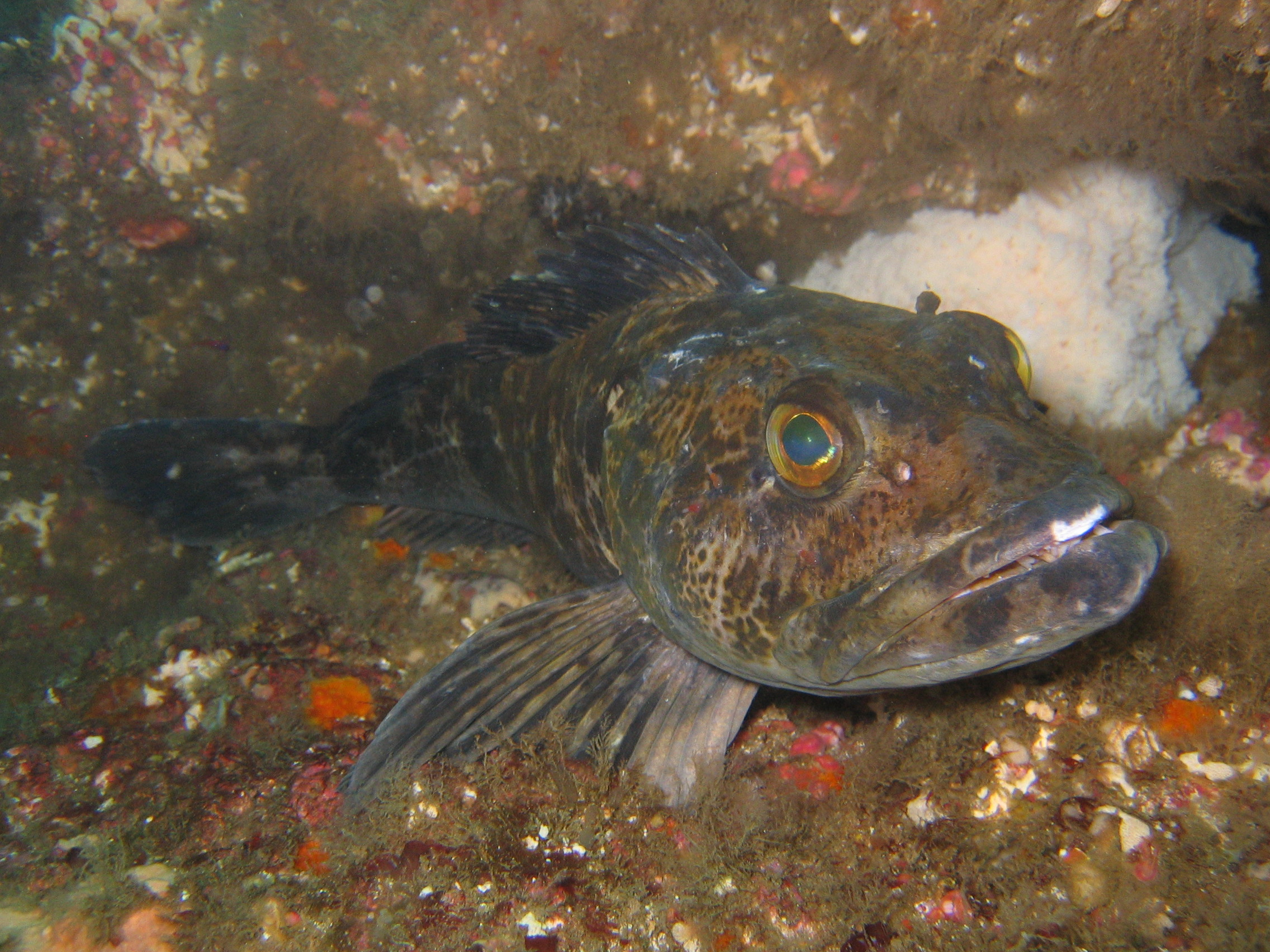
Тёмноокрашенная особь
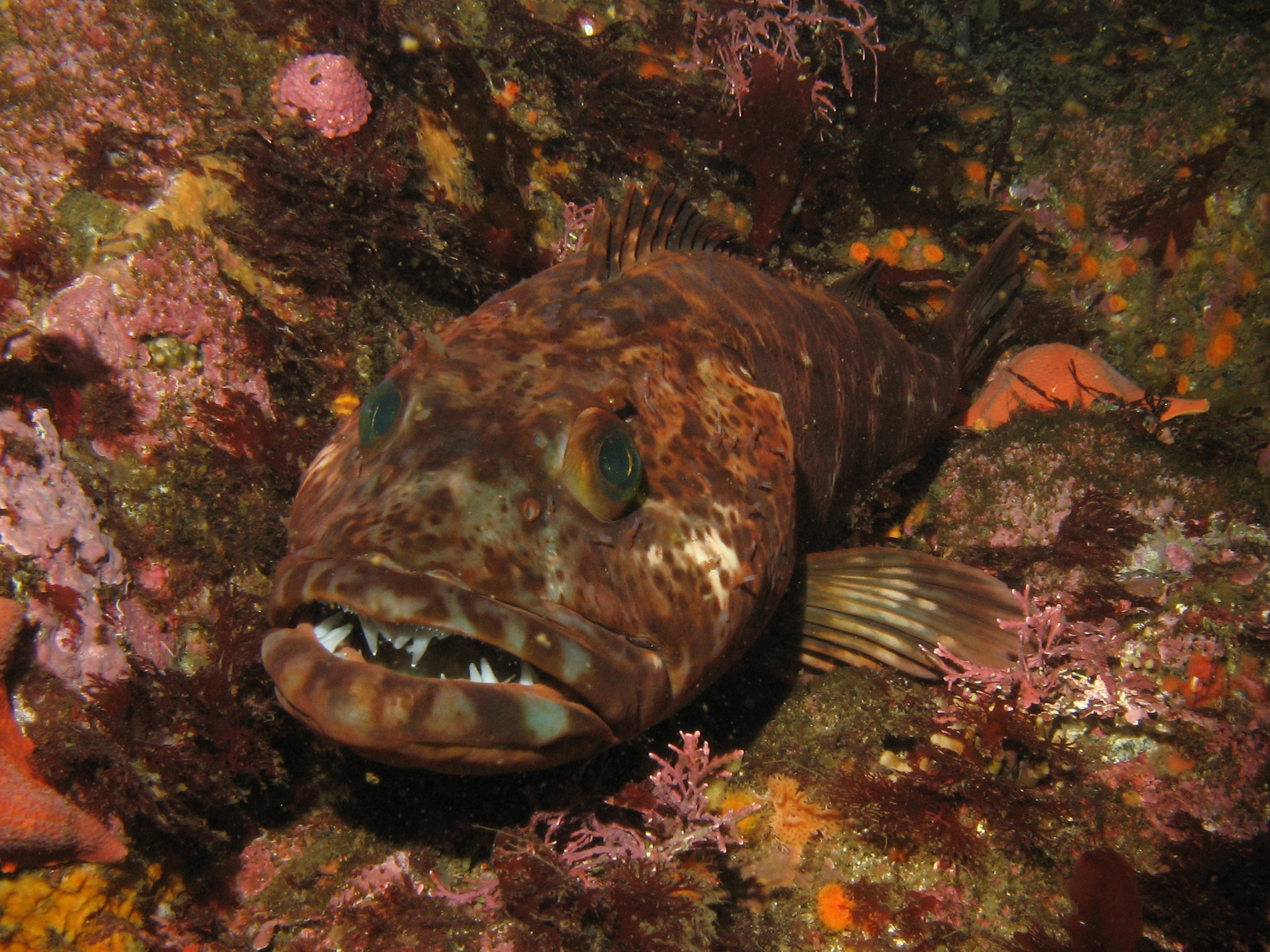
Зубастый терпуг показывает зубы